# Thomas Cole
Thomas Cole (Bolton, 1801. február 1. – Catskill, New York, 1848. február 11.) amerikai festő, tájképfestő; a 19. századi amerikai tájképfestészeti irányzat, a Hudson River School atyja.

## Fontosabb művei
- Kiűzetés az Édenkertből (Expulsion from the Garden of Eden), 1828.
- A birodalom útja – A barbár állam (The Course of Empire – The Savage State), 1836.
- A birodalom útja – Az árkádiai állam (The Course of Empire – The Arcadian or Pastoral State, 1836.
- A birodalom útja – Beteljesülés (The Course of Empire – Consummation, 1836.
- A birodalom útja – Pusztulás (The Course of Empire – Destruction, 1836.
- A birodalom útja – Elhagyatottság (The Course of Empire – Desolation, 1836.
- Az élet útja – Gyermekkor (The Voyage of Life – Childhood), 1842.
- Az élet útja – Fiatalkor (The Voyage of Life – Youth), 1842.
- Az élet útja – Férfikor (The Voyage of Life – Manhood), 1840.
- Az élet útja – Öregkor (The Voyage of Life Old Age), 1842.

## Képgaléria

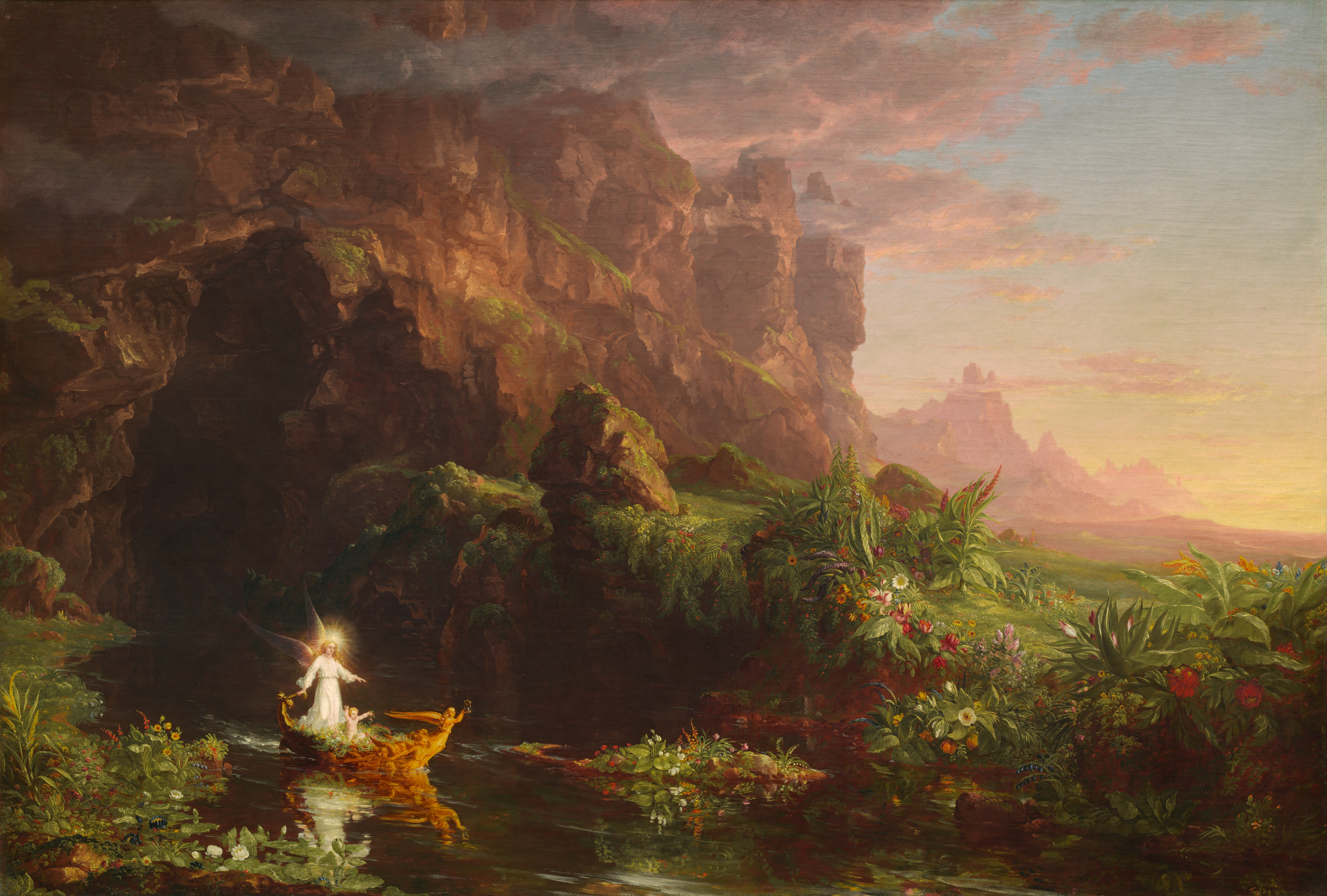
Az élet útja – Gyermekkor (1842)
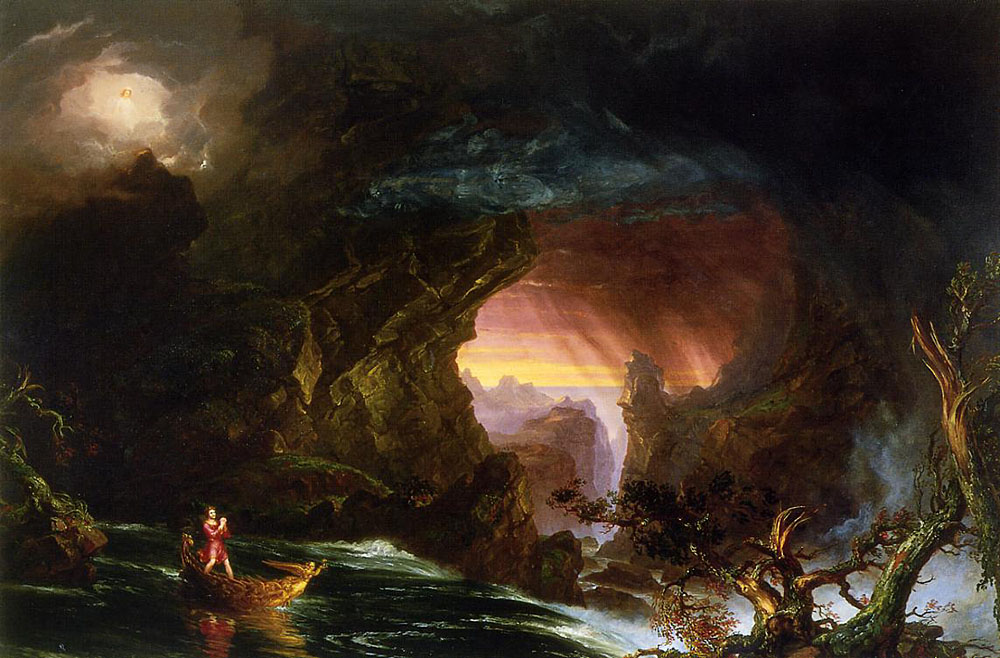
Az élet útja – Férfikor (1840)
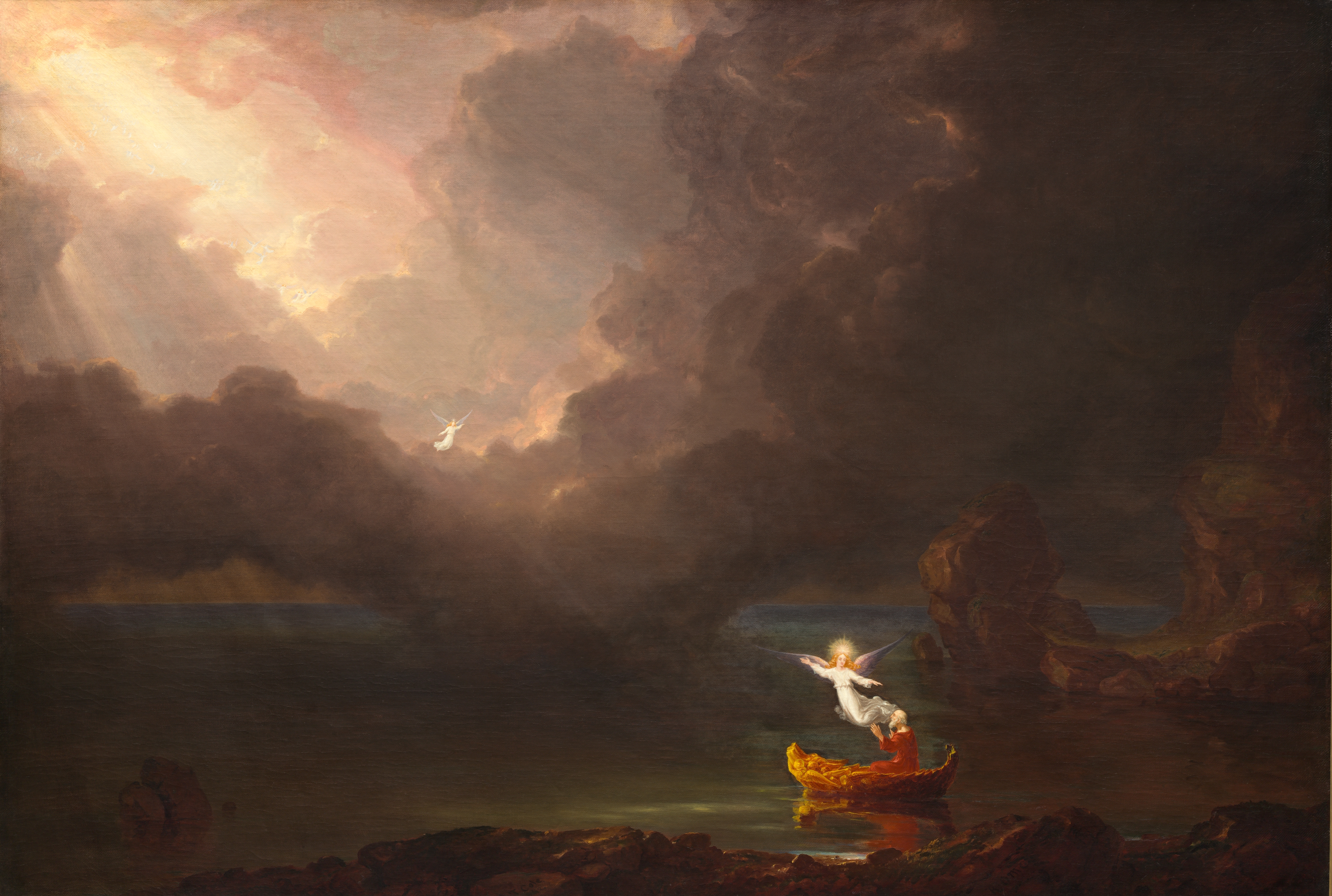
Az élet útja – Öregkor (1842)
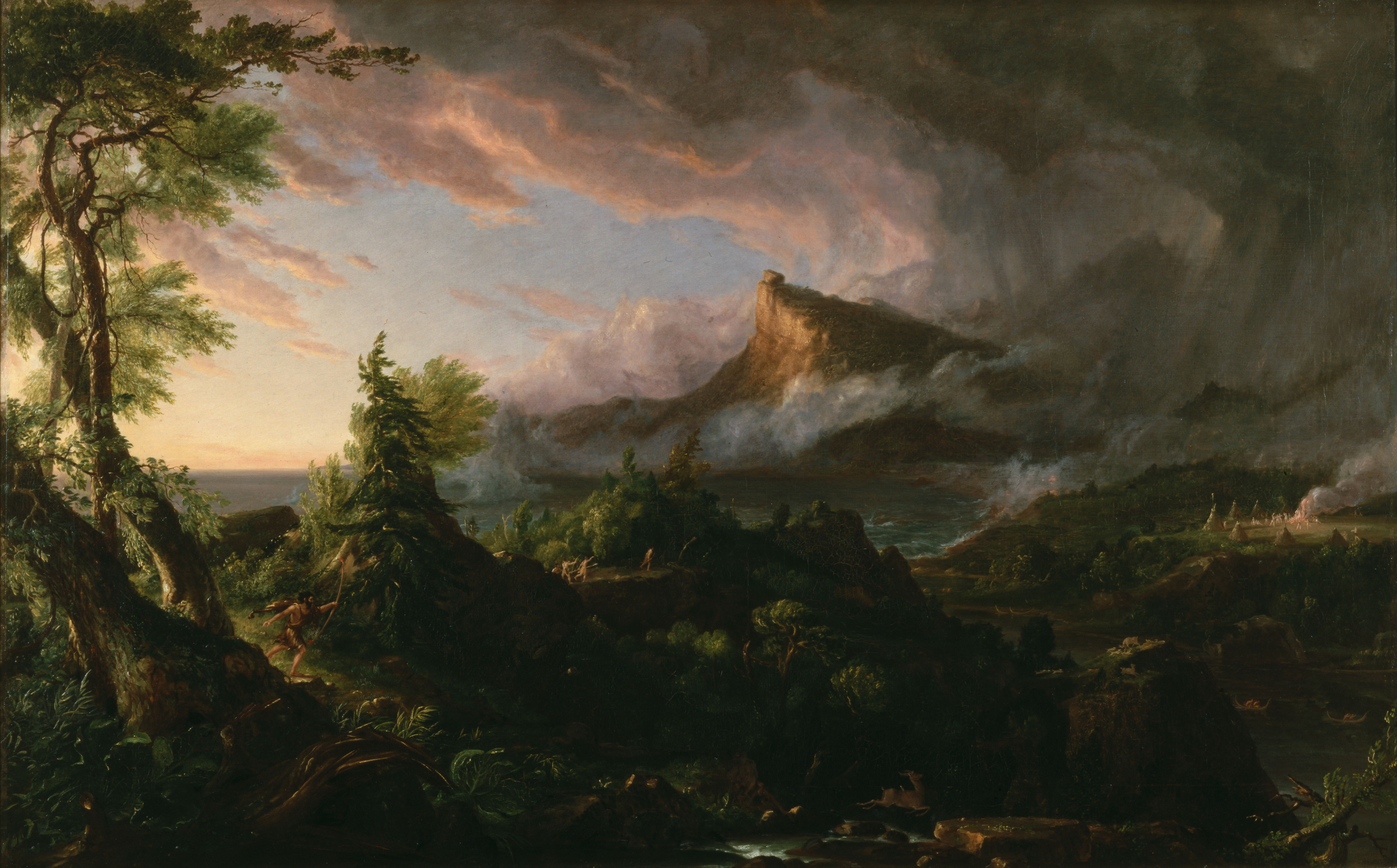
A birodalom útja – A barbár állam (1836)
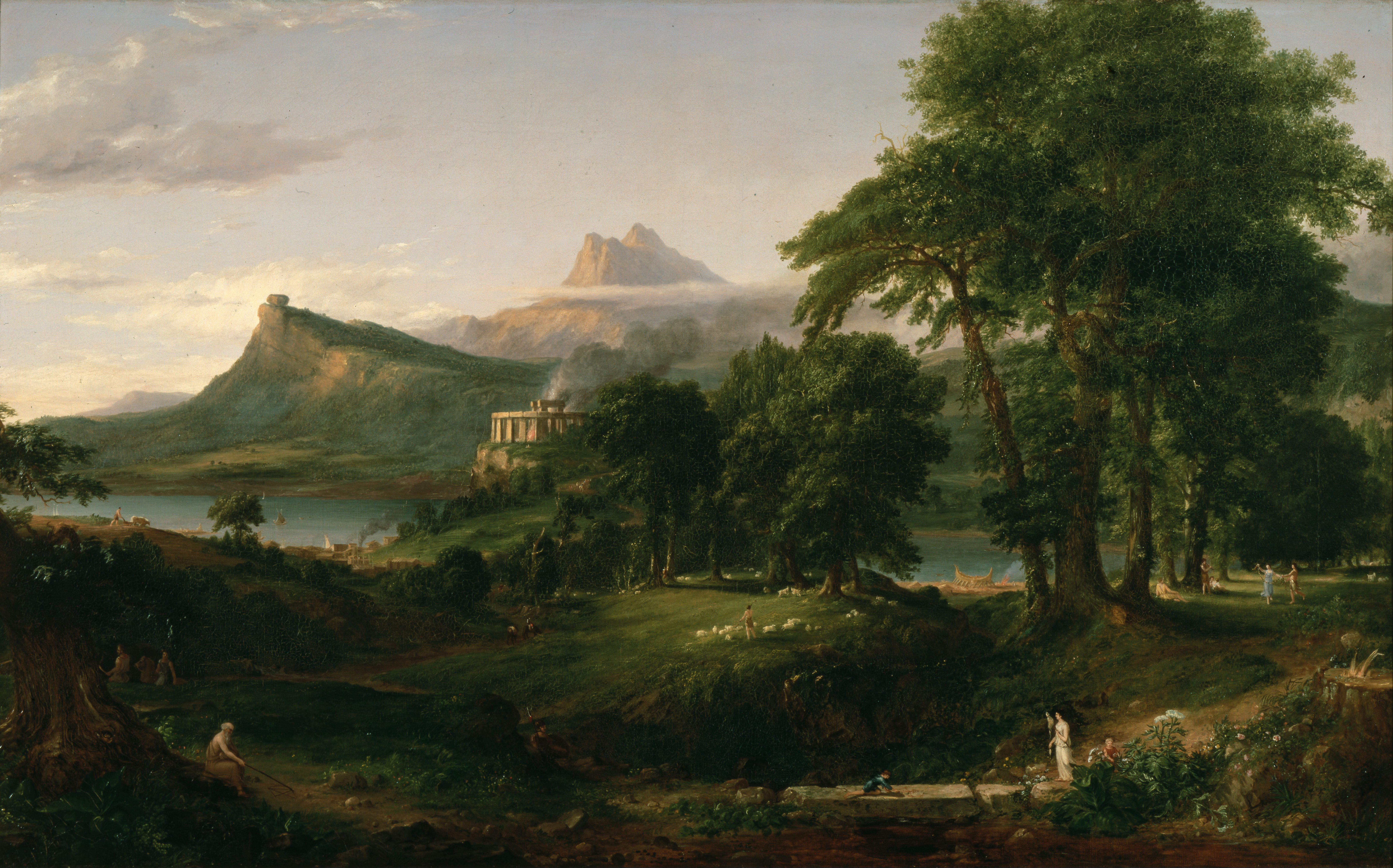
A birodalom útja – Az árkádiai állam (1836)
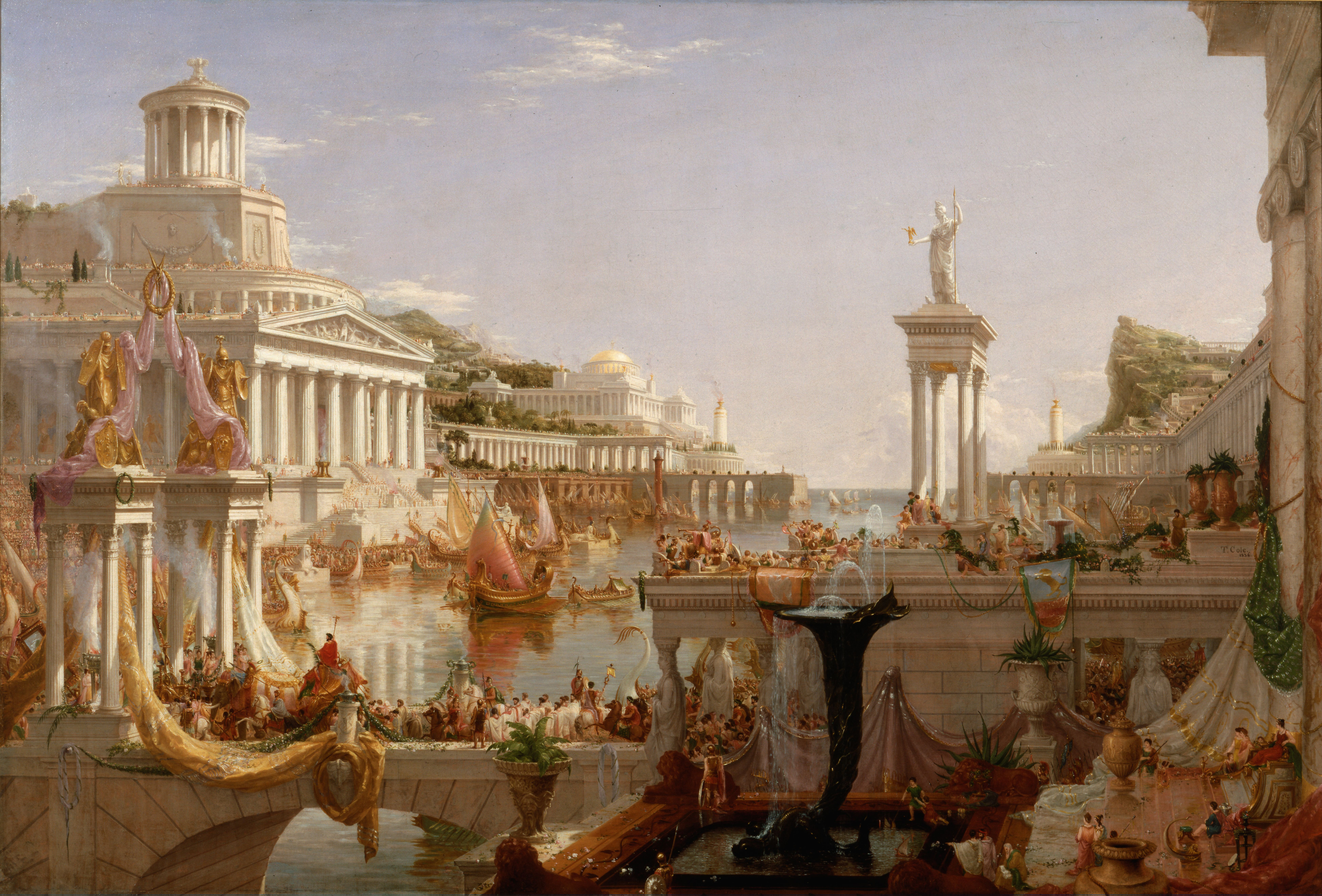
A birodalom útja – Beteljesülés (1836)
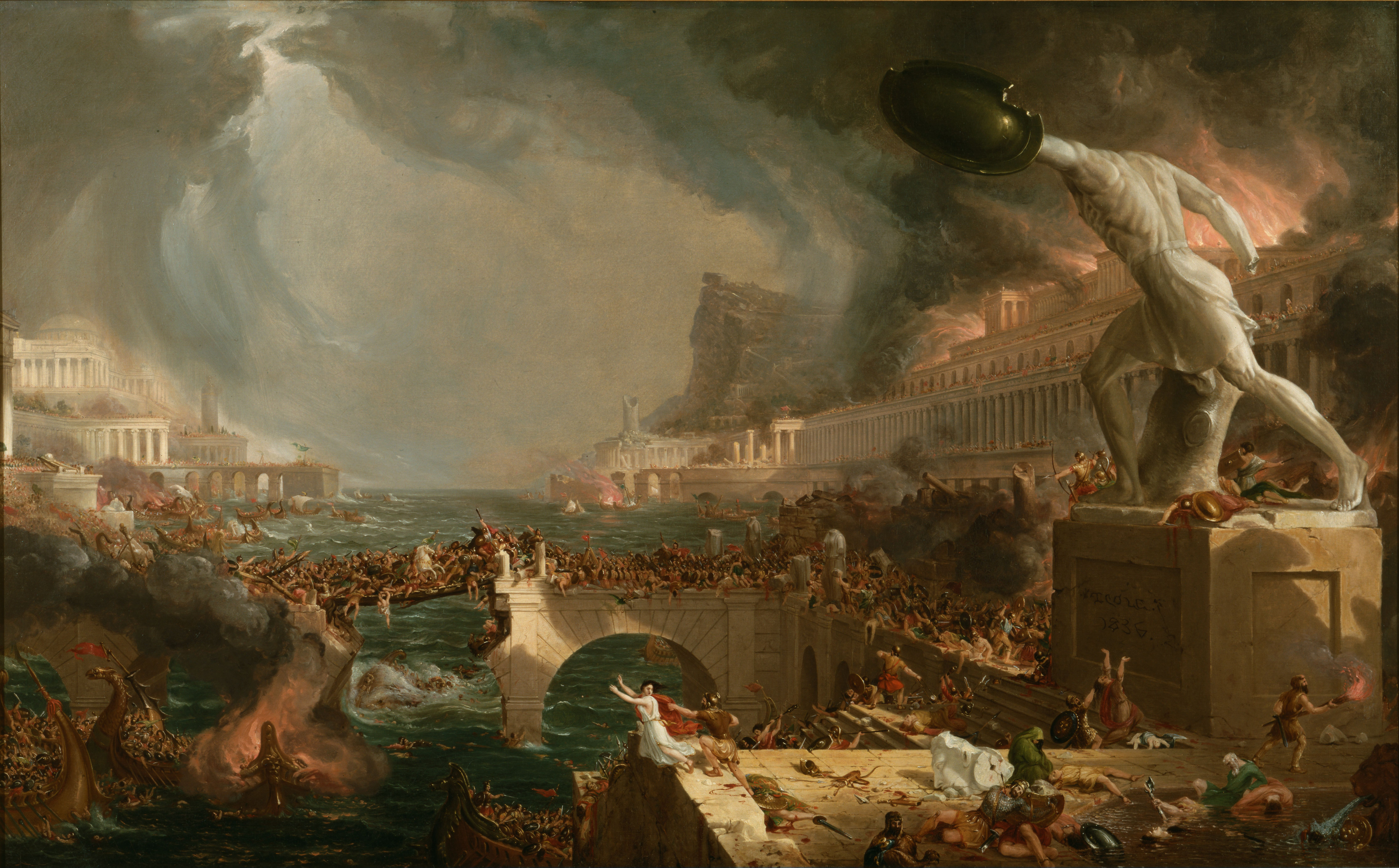
A birodalom útja – Pusztulás (1836)
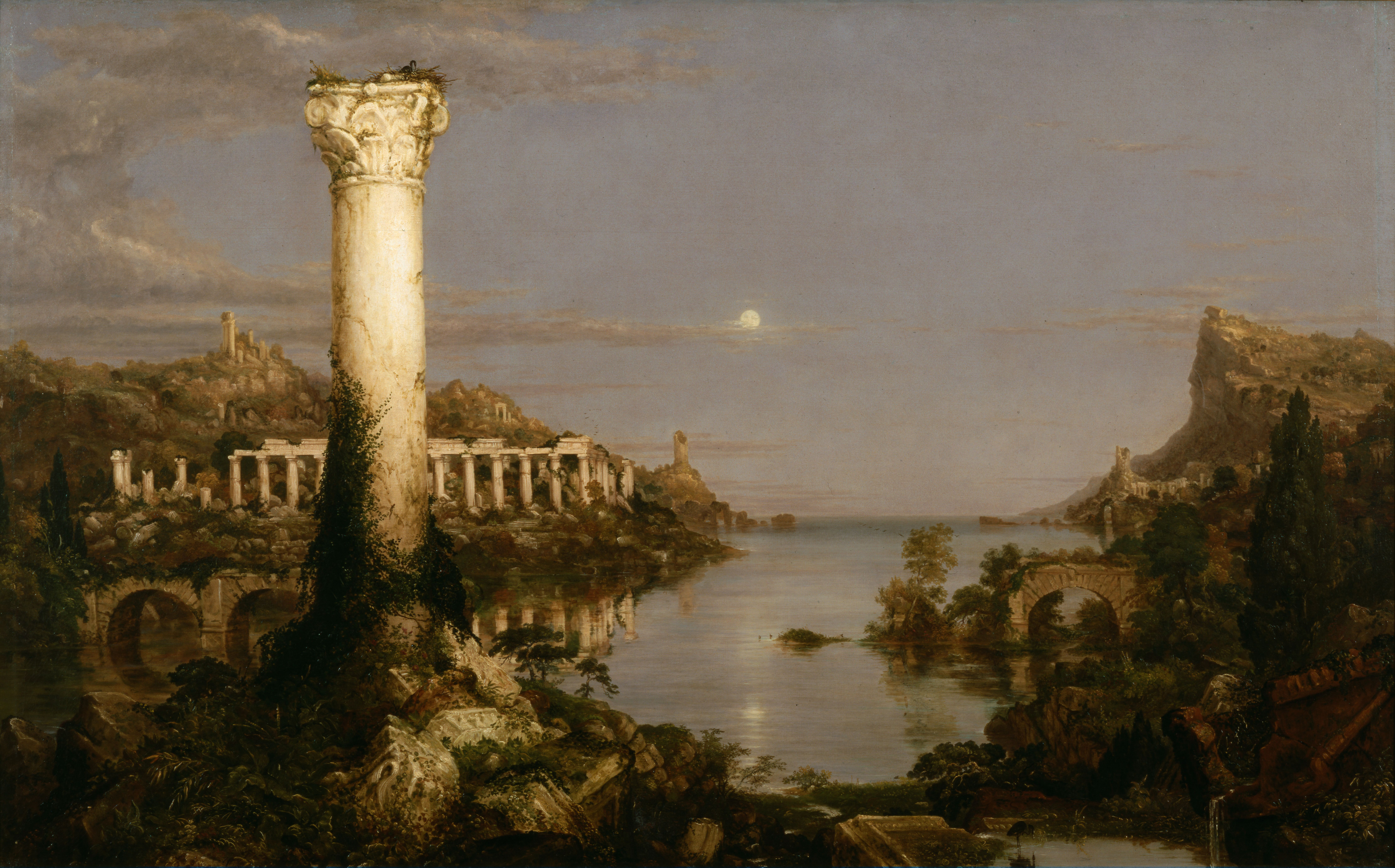
A birodalom útja – Elhagyatottság (1836)